# Обиршія-Ноуе
Обиршія-Ноуе (рум. Obârșia Nouă) — село у повіті Олт в Румунії. Входить до складу комуни Обиршія.
Село розташоване на відстані 154 км на південний захід від Бухареста, 60 км на південь від Слатіни, 63 км на південний схід від Крайови.

## Населення
За даними перепису населення 2002 року у селі проживали 1432 особи, усі — румуни. Усі жителі села рідною мовою назвали румунську.